# Daniel Wilson (calciatore)
Daniel Wilson (Georgetown, 1º novembre 1993) è un calciatore guyanese, centrocampista della Police Georgetown e della Nazionale guyanese.

## Carriera

### Club
Gioca dal 2011 al 2013 all'Alpha United. Nel 2013 gioca al TP-47. Nel 2013 torna all'Alpha United.

### Nazionale
Debutta in nazionale il 24 agosto 2011, in Guyana-India. Segna la sua prima rete con la maglia della Guyana il 16 novembre 2012, in Grenada-Guyana.
Ha partecipato alla CONCACAF Gold Cup 2019.

## Statistiche

### Cronologia presenze e reti in nazionale
| Cronologia completa delle presenze e delle reti in nazionale ― Guyana | Cronologia completa delle presenze e delle reti in nazionale ― Guyana | Cronologia completa delle presenze e delle reti in nazionale ― Guyana | Cronologia completa delle presenze e delle reti in nazionale ― Guyana | Cronologia completa delle presenze e delle reti in nazionale ― Guyana | Cronologia completa delle presenze e delle reti in nazionale ― Guyana | Cronologia completa delle presenze e delle reti in nazionale ― Guyana | Cronologia completa delle presenze e delle reti in nazionale ― Guyana |
| Data                                                                  | Città                                                                 | In casa                                                               | Risultato                                                             | Ospiti                                                                | Competizione                                                          | Reti                                                                  | Note                                                                  |
| --------------------------------------------------------------------- | --------------------------------------------------------------------- | --------------------------------------------------------------------- | --------------------------------------------------------------------- | --------------------------------------------------------------------- | --------------------------------------------------------------------- | --------------------------------------------------------------------- | --------------------------------------------------------------------- |
| 24-8-2011                                                             | Georgetown                                                            | Guyana                                                                | 2 – 1                                                                 | India                                                                 | Amichevole                                                            | -                                                                     | 89’                                                                   |
| 20-2-2012                                                             | Kingstown                                                             | Saint Vincent e Grenadine                                             | 1 – 0                                                                 | Guyana                                                                | Amichevole                                                            | -                                                                     | 42’                                                                   |
| 22-2-2012                                                             | Saint George's                                                        | Grenada                                                               | 1 – 2                                                                 | Guyana                                                                | Amichevole                                                            | -                                                                     | 86’                                                                   |
| 2-5-2012                                                              | Le Lamentin                                                           | Martinica                                                             | 2 – 2                                                                 | Guyana                                                                | Amichevole                                                            | -                                                                     | 84’                                                                   |
| 4-5-2012                                                              | Les Abymes                                                            | Guadalupa                                                             | 1 – 2                                                                 | Guyana                                                                | Amichevole                                                            | -                                                                     |                                                                       |
| 20-5-2012                                                             | Panama                                                                | Panama                                                                | 2 – 0                                                                 | Guyana                                                                | Amichevole                                                            | -                                                                     | Ingresso                                                              |
| 16-8-2012                                                             | Santa Cruz                                                            | Bolivia                                                               | 2 – 0                                                                 | Guyana                                                                | Amichevole                                                            | -                                                                     | 79’                                                                   |
| 17-10-2012                                                            | San José                                                              | Costa Rica                                                            | 7 – 0                                                                 | Guyana                                                                | Qual. Mondiali 2014                                                   | -                                                                     | 83’                                                                   |
| 14-11-2012                                                            | Saint George's                                                        | Haiti                                                                 | 1 – 0                                                                 | Guyana                                                                | Qualificazioni alla Coppa dei Caraibi 2012                            | -                                                                     | 82’                                                                   |
| 16-11-2012                                                            | Saint George's                                                        | Grenada                                                               | 2 – 1                                                                 | Guyana                                                                | Qualificazioni alla Coppa dei Caraibi 2012                            | 1                                                                     | 71’                                                                   |
| 18-11-2012                                                            | Saint George's                                                        | Guyana                                                                | 4 – 3                                                                 | Guyana francese                                                       | Qualificazioni alla Coppa dei Caraibi 2012                            | -                                                                     | 79’                                                                   |
| 1-2-2015                                                              | Bridgetown                                                            | Barbados                                                              | 2 – 2                                                                 | Guyana                                                                | Amichevole                                                            | -                                                                     | 55’                                                                   |
| 22-3-2015                                                             | Georgetown                                                            | Guyana                                                                | 2 – 0                                                                 | Saint Lucia                                                           | Amichevole                                                            | -                                                                     | 80’                                                                   |
| 30-4-2015                                                             | Paramaribo                                                            | Suriname                                                              | 1 – 0                                                                 | Guyana                                                                | Amichevole                                                            | -                                                                     | 60’                                                                   |
| 30-3-2015                                                             | Georgetown                                                            | Guyana                                                                | 0 – 3                                                                 | Grenada                                                               | Amichevole                                                            | -                                                                     | 90’                                                                   |
| 10-6-2015                                                             | Kingstown                                                             | Saint Vincent e Grenadine                                             | 2 – 2                                                                 | Guyana                                                                | Qual. Mondiali 2018                                                   | -                                                                     |                                                                       |
| 15-6-2015                                                             | Georgetown                                                            | Guyana                                                                | 4 – 4                                                                 | Saint Vincent e Grenadine                                             | Qual. Mondiali 2018                                                   | -                                                                     | 45’                                                                   |
| 21-2-2016                                                             | Georgetown                                                            | Guyana                                                                | 2 – 0                                                                 | Suriname                                                              | Amichevole                                                            | -                                                                     | 60’                                                                   |
| 4-6-2016                                                              | Frederiksted                                                          | Isole Vergini Americane                                               | 0 – 7                                                                 | Guyana                                                                | Qualificazioni alla Coppa dei Caraibi 2017                            | -                                                                     | 70’                                                                   |
| 8-6-2016                                                              | Paramaribo                                                            | Suriname                                                              | 3 – 2                                                                 | Guyana                                                                | Qualificazioni alla Coppa dei Caraibi 2017                            | -                                                                     | 90’                                                                   |
| 12-6-2016                                                             | Georgetown                                                            | Guyana                                                                | 2 – 4                                                                 | Giamaica                                                              | Qualificazioni alla Coppa dei Caraibi 2017                            | -                                                                     |                                                                       |
| 29-3-2017                                                             | Georgetown                                                            | Guyana                                                                | 0 – 0                                                                 | Martinica                                                             | Amichevole                                                            | -                                                                     | 83’                                                                   |
| 25-11-2017                                                            | Bekasi                                                                | Indonesia                                                             | 2 – 1                                                                 | Guyana                                                                | Amichevole                                                            | -                                                                     | 71’                                                                   |
| 7-9-2018                                                              | Georgetown                                                            | Guyana                                                                | 3 – 0                                                                 | Barbados                                                              | CONCACAF Nations League 2019-2020 - Qualificazioni                    | -                                                                     |                                                                       |
| 13-10-2018                                                            | Providenciales                                                        | Turks e Caicos                                                        | 0 – 8                                                                 | Guyana                                                                | CONCACAF Nations League 2019-2020 - Qualificazioni                    | -                                                                     |                                                                       |
| 20-11-2018                                                            | Remire-Montjoly                                                       | Guyana francese                                                       | 2 – 1                                                                 | Guyana                                                                | CONCACAF Nations League 2019-2020 - Qualificazioni                    | -                                                                     | 7’ 52’                                                                |
| 7-6-2019                                                              | Hamilton                                                              | Bermuda                                                               | 1 – 0                                                                 | Guyana                                                                | Amichevole                                                            | -                                                                     | 88’                                                                   |
| 7-9-2019                                                              | Willemstad                                                            | Aruba                                                                 | 0 – 1                                                                 | Guyana                                                                | CONCACAF Nations League 2019-2020 - 1º turno                          | -                                                                     | 90’                                                                   |
| 10-9-2019                                                             | Georgetown                                                            | Guyana                                                                | 0 – 4                                                                 | Giamaica                                                              | CONCACAF Nations League 2019-2020 - 1º turno                          | -                                                                     |                                                                       |
| 11-10-2019                                                            | North Sound                                                           | Antigua e Barbuda                                                     | 2 – 1                                                                 | Guyana                                                                | CONCACAF Nations League 2019-2020 - 1º turno                          | -                                                                     | 88’                                                                   |
| 15-10-2019                                                            | Georgetown                                                            | Guyana                                                                | 5 – 1                                                                 | Antigua e Barbuda                                                     | CONCACAF Nations League 2019-2020 - 1º turno                          | -                                                                     |                                                                       |
| 16-11-2019                                                            | Georgetown                                                            | Guyana                                                                | 4 – 2                                                                 | Aruba                                                                 | CONCACAF Nations League 2019-2020 - 1º turno                          | -                                                                     |                                                                       |
| 19-11-2019                                                            | Montego Bay                                                           | Giamaica                                                              | 1 – 1                                                                 | Guyana                                                                | CONCACAF Nations League 2019-2020 - 1º turno                          | -                                                                     |                                                                       |
| 26-3-2021                                                             | Cojímar                                                               | Trinidad e Tobago                                                     | 3 – 0                                                                 | Guyana                                                                | Qual. Mondiali 2022                                                   | -                                                                     | 90’                                                                   |
| 30-3-2021                                                             | Santo Domingo                                                         | Guyana                                                                | 4 – 0                                                                 | Bahamas                                                               | Qual. Mondiali 2022                                                   | -                                                                     | 82’                                                                   |
| 4-6-2021                                                              | Basseterre                                                            | Saint Kitts e Nevis                                                   | 3 – 0                                                                 | Guyana                                                                | Qual. Mondiali 2022                                                   | -                                                                     |                                                                       |
| 8-6-2021                                                              | Basseterre                                                            | Guyana                                                                | 0 – 2                                                                 | Porto Rico                                                            | Qual. Mondiali 2022                                                   | -                                                                     | 65’                                                                   |
| 4-7-2021                                                              | Fort Lauderdale                                                       | Guatemala                                                             | 4 – 0                                                                 | Guyana                                                                | Qual. Gold Cup 2021                                                   | -                                                                     | 57’                                                                   |
| 30-1-2022                                                             | Paramaribo                                                            | Guyana                                                                | 0 – 0                                                                 | Barbados                                                              | Amichevole                                                            | -                                                                     | Cap.                                                                  |
| 1-2-2022                                                              | Paramaribo                                                            | Suriname                                                              | 2 – 1                                                                 | Guyana                                                                | Amichevole                                                            | -                                                                     | Cap.                                                                  |
| 28-3-2022                                                             | Port of Spain                                                         | Barbados                                                              | 0 – 5                                                                 | Guyana                                                                | Amichevole                                                            | -                                                                     | Cap. 78’                                                              |
| 30-3-2022                                                             | Port of Spain                                                         | Trinidad e Tobago                                                     | 1 – 1                                                                 | Guyana                                                                | Amichevole                                                            | -                                                                     | Cap.                                                                  |
| 16-4-2022                                                             | Caienna                                                               | Guyana francese                                                       | 2 – 1                                                                 | Guyana                                                                | Amichevole                                                            | -                                                                     | 70’                                                                   |
| 18-4-2022                                                             | Caienna                                                               | Guyana francese                                                       | 1 – 2                                                                 | Guyana                                                                | Amichevole                                                            | -                                                                     |                                                                       |
| 5-6-2022                                                              | Santo Domingo                                                         | Montserrat                                                            | 1 – 2                                                                 | Guyana                                                                | CONCACAF Nations League 2022-2023 - 1º turno                          | -                                                                     |                                                                       |
| 7-6-2022                                                              | Georgetown                                                            | Guyana                                                                | 2 – 1                                                                 | Bermuda                                                               | CONCACAF Nations League 2022-2023 - 1º turno                          | -                                                                     |                                                                       |
| 11-6-2022                                                             | Georgetown                                                            | Guyana                                                                | 2 – 6                                                                 | Haiti                                                                 | CONCACAF Nations League 2022-2023 - 1º turno                          | -                                                                     | 45’                                                                   |
| 25-3-2023                                                             | Hamilton                                                              | Bermuda                                                               | 0 – 2                                                                 | Guyana                                                                | CONCACAF Nations League 2022-2023 - 1º turno                          | -                                                                     | 71’                                                                   |
| 28-3-2023                                                             | Waterford                                                             | Guyana                                                                | 0 – 0                                                                 | Montserrat                                                            | CONCACAF Nations League 2022-2023 - 1º turno                          | -                                                                     | 72’                                                                   |
| 17-6-2023                                                             | Fort Lauderdale                                                       | Guyana                                                                | 1 – 1 (6 - 4 dtr)                                                     | Grenada                                                               | Qual. Gold Cup 2023                                                   | -                                                                     | 90’                                                                   |
| 20-6-2023                                                             | Fort Lauderdale                                                       | Guadalupa                                                             | 2 – 0                                                                 | Guyana                                                                | Qual. Gold Cup 2023                                                   | -                                                                     | 69’                                                                   |
| 2-8-2023                                                              | Leesburg                                                              | Etiopia                                                               | 2 – 0                                                                 | Guyana                                                                | Amichevole                                                            | -                                                                     |                                                                       |
| 9-9-2023                                                              | North Sound                                                           | Antigua e Barbuda                                                     | 1 – 5                                                                 | Guyana                                                                | CONCACAF Nations League 2023-2024 - 1º turno                          | -                                                                     |                                                                       |
| 12-9-2023                                                             | Georgetown                                                            | Guyana                                                                | 3 – 2                                                                 | Bahamas                                                               | CONCACAF Nations League 2023-2024 - 1º turno                          | -                                                                     |                                                                       |
| 14-10-2023                                                            | Saint Peter Basseterre                                                | Porto Rico                                                            | 1 – 3                                                                 | Guyana                                                                | CONCACAF Nations League 2023-2024 - 1º turno                          | -                                                                     |                                                                       |
| 17-10-2023                                                            | Saint Peter Basseterre                                                | Guyana                                                                | 3 – 1                                                                 | Porto Rico                                                            | CONCACAF Nations League 2023-2024 - 1º turno                          | -                                                                     | 46’                                                                   |
| 21-11-2023                                                            | Santo Domingo                                                         | Guyana                                                                | 6 – 0                                                                 | Antigua e Barbuda                                                     | CONCACAF Nations League 2023-2024 - 1º turno                          | -                                                                     | 68’                                                                   |
| 21-3-2024                                                             | Gedda                                                                 | Capo Verde                                                            | 1 – 0                                                                 | Guyana                                                                | Amichevole                                                            | -                                                                     | 82’                                                                   |
| 26-3-2024                                                             | Gedda                                                                 | Cambogia                                                              | 1 – 4                                                                 | Guyana                                                                | Amichevole                                                            | -                                                                     | 70’                                                                   |
| 13-5-2024                                                             | Port of Spain                                                         | Trinidad e Tobago                                                     | 2 – 1                                                                 | Guyana                                                                | Amichevole                                                            | -                                                                     |                                                                       |
| 15-5-2024                                                             | Port of Spain                                                         | Trinidad e Tobago                                                     | 2 – 0                                                                 | Guyana                                                                | Amichevole                                                            | -                                                                     | 79’                                                                   |
| 11-6-2024                                                             | Bridgetown                                                            | Guyana                                                                | 3 – 1                                                                 | Belize                                                                | Qual. Mondiali 2026                                                   | -                                                                     |                                                                       |
| 5-9-2024                                                              | Leonora                                                               | Guyana                                                                | 1 – 3                                                                 | Suriname                                                              | CONCACAF Nations League 2024-2025 - 1º turno                          | -                                                                     | 46’                                                                   |
| 9-9-2024                                                              | Fort-de-France                                                        | Martinica                                                             | 2 – 2                                                                 | Guyana                                                                | CONCACAF Nations League 2024-2025 - 1º turno                          | -                                                                     | 87’                                                                   |
| 15-10-2024                                                            | Paramaribo                                                            | Suriname                                                              | 5 – 1                                                                 | Guyana                                                                | CONCACAF Nations League 2024-2025 - 1º turno                          | -                                                                     | 68’                                                                   |
| 15-11-2024                                                            | Bridgetown                                                            | Barbados                                                              | 1 – 4                                                                 | Guyana                                                                | CONCACAF Nations League 2023-2024 - Play-in                           | -                                                                     | 46’                                                                   |
| 19-11-2024                                                            | Leonora                                                               | Guyana                                                                | 5 – 3                                                                 | Barbados                                                              | CONCACAF Nations League 2023-2024 - Play-in                           | -                                                                     | 73’                                                                   |
| 21-3-2025                                                             | Bridgetown                                                            | Guyana                                                                | 3 – 2                                                                 | Guatemala                                                             | Qual. Gold Cup 2025                                                   | -                                                                     | 48’                                                                   |
| 25-3-2025                                                             | Città del Guatemala                                                   | Guatemala                                                             | 2 – 0                                                                 | Guyana                                                                | Qual. Gold Cup 2025                                                   | -                                                                     | 61’                                                                   |
| 6-6-2025                                                              | Managua                                                               | Nicaragua                                                             | 1 – 0                                                                 | Guyana                                                                | Qual. Mondiali 2026                                                   | -                                                                     | cap. 18’                                                              |
| Totale                                                                |                                                                       | Presenze                                                              | 70                                                                    |                                                                       | Reti                                                                  | 1                                                                     |                                                                       |